# شعبان‌خان جنگلی
شعبان‌خان جنگلی از شخصیت‌های جنبش جنگل و برادرزادۀ میرزا کوچک خان جنگلی بود. وى در همۀ نبردها با میرزا کوچک خان جنگلی همراه بود. شعبان‌خان در گردآورى مطالب كتاب ميرزا كوچك خان نقش قابل توجهی داشت، با این وجود به علت بیماری و در نهایت مرگ نام وی به عنوان نویسنده و محقق در كتاب درج نشد.
شعبان‌خان همچنین در دفن پیکر میرزا کوچک خان جنگلی در رشت نیز نقش اساسی داشت. او سر میرزا را بعد از چند سال  به همراه كاس‌آقا از تهران (گورستان حسن‌آباد) شبانه تحویل گرفته و همينطور بدن ميرزا را از ماسوله تحويل مى گيرد و به رشت آورده و در مقبره سليمان داراب به خاک مى‌سپارد.

## زندگی شخصی
شعبان‌خان پسر بزرگ محمدعلی برادر میرزا کوچک خان بود. وی از همسر اول خود دو فرزند داشت. پس از فوت همسر با زنی با نام خانوادگی نايب‌زاده ازدواج كرد. این زوج از اين ازدواج ١١ بچه داشتند.
ميرزا شعبان خان در ۶۳ سالگى بعد از چند سال بيمارى در رشت درگذشت.
شعبان‌خان در کنار میرزا کوچک خان جنگلی در مقبرۀ خانوادگیشان در سلیمان داراب دفن شده‌است.